# Blauer Enzian
De Blauer Enzian is een Europese internationale trein voor de verbinding Noord-Duitsland - Oostenrijk. De Blauer Enzian is vernoemd naar de bekende alpenbloem Gentiaan.

## DB
In 1951 werd de komst van de Blauer Enzian aangekondigd voor 1 juli 1951 met als treinnummers FT 55/56. De Fern Triebwagen (treinstel) kwam er echter niet en pas in de winterdienstregeling van 1951/1952 kwam de trein als FD 55/56 echt in dienst. De trein volgde globaal de route van de latere eerste Duitse hogesnelheidslijn. In het begin bestond het materieel uit vooroorlogse rijtuigen en prototypes, waaronder de UIC-X rijtuigen. In 1953 bestond de trein uit de Henschel-Wegmann Zug en de tegenligger uit Schürzenwagen met Kanzelwagen. Na 1959 werd de trein samengesteld uit Schürzenwagen 1e klas en restauratie, getrokken door een stoomlocomotief van de serie 01 of een diesel van de serie V 200.

## Trans Europ Express
In 1965, toen de elektrificatie van Hamburg voltooid was, werd de Blauer Enzian opgewaardeerd tot TEE, maar het traject werd beperkt tot Hamburg-München. In 1968 was de Blauer Enzian de eerste Duitse trein die met een dienstregelingssnelheid van 200 km/u reed. In 1969 werden er doorgaande rijtuigen naar Klagenfurt ingevoerd en in 1970 volgde de verlenging van de hele route tot in Oostenrijk. De tak naar Zell am See was slecht bezet maar werd, voor het verwachte toeristisch vervoer tijdens de Olympische Spelen van 1972 in München, toch in de dienstregeling gehouden. In 1973 is deze tak alsnog opgeheven en in 1979 is de trein veranderd in een intercity met twee klassen. De TEE tussen München en Hamburg is toen onder de naam Diamant voortgezet.

### Rollend materieel
De treindienst werd verzorgd door elektrische tractie met getrokken rijtuigen.

#### Tractie

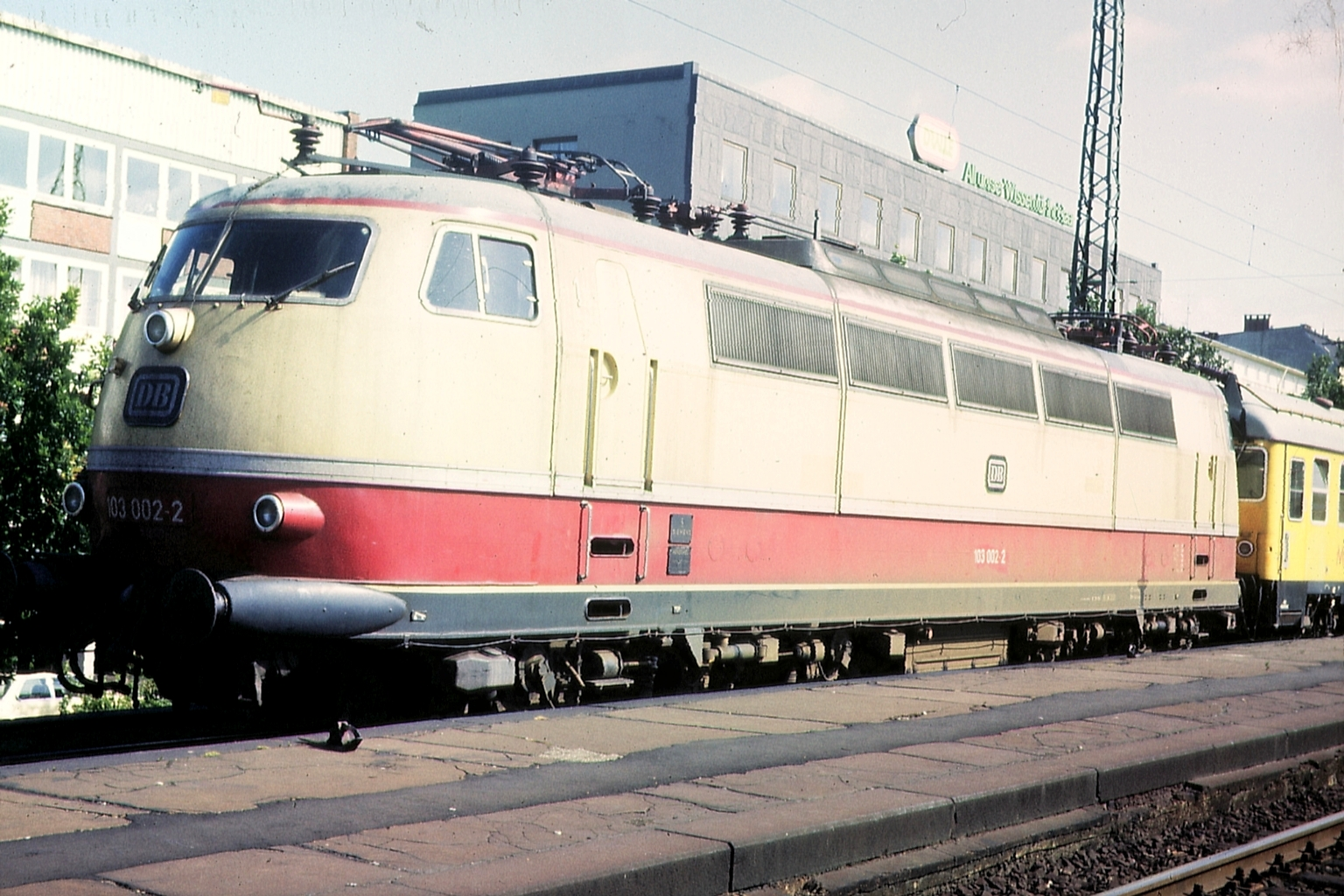
Prototype E 03

Als locomotieven zijn tot 1966 aangepaste E 10 locomotieven ingezet. Vanaf 1966 kreeg de Blauer Enzian weer een prototype, dit keer de hogesnelheidslocomotief E 03 waarmee een topsnelheid van 250 km/u mogelijk was. Vanaf 1970 werd de serieproductie van de E 03, de 103, ingezet op het Duitse traject.

#### Rijtuigen
Als rijtuigen werden de, vanaf 1964 gebouwde vervolgseries type Rheingold ingezet. De TEE Rheingold en de TEE Rheinpfeil beschikten over uitzichtrijtuig, maar de Blauer Enzian kreeg een servicerijtuig met Bar, treintelefoon en werkcoupés. De trein bestond uit twee coupérijtuigen Av, twee salonrijtuigen Ap, één servicerijtuig ARD en restauratierijtuig WR. De maximumsnelheid van de rijtuigen, en dus ook van de trein, was 200 km/u.

### Route en dienstregeling
De TEE dienst ging op 30 mei 1965 van start onder de nummers TEE 55/56. Vanaf 28 mei 1967 kreeg de trein in noord-zuidrichting nummer TEE 54 in plaats van TEE 56. De Deutsche Bundesbahn wilde de trein verlengen tot Milaan, maar Oostenrijk voelde daar niets voor. Wel stemde Oostenrijk in 1969 in met een verlenging naar Klagenfurt via Salzburg. Deze verlenging reed vanaf 1 juni 1969 tussen München en de grens als Fernzug (F 54/55) en in Oostenrijk als Express (Ex 549/550). De tak naar Zell am See werd op 20 december 1969 geïntroduceerd onder de nummers Ex 548/559. De TEE Blauer Enzian reed tussen Hamburg en Rosenheim als één trein en werd daar gesplitst respectievelijk samengevoegd. Op 31 mei 1970 werden de treinnummers gewijzigd waarbij de TEE naar het noorden als TEE 80 en naar het zuiden als TEE 81 ging rijden. De Oostenrijkse treinnummers zijn toen aangepast, voor de tak naar Klagenfurt gold nummer Ex 810 in zuidelijke en Ex 809 in noordelijke richting, voor de tak naar Zell am See gold nummer Ex 481 in zuidelijke en Ex 480 in noordelijke richting. Op 27 september 1970 werden de treinnummers eindelijk gelijk getrokken en reden de rijtuigen vanaf Hamburg onder nummer TEE 91 naar Klagenfurt en onder nummer TEE 81 naar Zell am See. In noordelijke richting werden respectievelijk de nummers TEE 90 en TEE 80 gebruikt.

1969: De verlengingen naar Oostenrijk en de aansluitingen via de TEE Roland (blauw)

| HO    | land       | station                  | km   | OH    |
| ----- | ---------- | ------------------------ | ---- | ----- |
| 07:39 | Duitsland  | station Hamburg Altona   | 0    | 22:23 |
| 07:46 | Duitsland  | Hamburg Dammtor          | 5    | 22:15 |
| 07:55 | Duitsland  | Hamburg Hbf              | 7    | 22:09 |
| 09:22 | Duitsland  | Hannover Hbf             | 185  | 20:50 |
| 10:13 | Duitsland  | station Göttingen        | 293  | 19:55 |
| 11:03 | Duitsland  | station Bebra            | 374  | 19:07 |
| 12:36 | Duitsland  | Würzburg                 | 542  | 17:35 |
| 14:24 | Duitsland  | Augsburg Hbf             | 758  | 15:45 |
| 15:07 | Duitsland  | München Hbf              | 820  | 15:13 |
| 15:46 | Duitsland  | Rosenheim                | 885  | 14:23 |
|       |            |                          |      |       |
| 16:18 | Oostenrijk | Kufstein                 | 919  | 13:48 |
| 16:32 | Oostenrijk | Wörgl                    | 932  | 13:33 |
| 16:49 | Oostenrijk | Hopfgarten               | 941  | 13:15 |
| 17:00 | Oostenrijk | Westendorf               | 951  | 13:04 |
| 17:07 | Oostenrijk | Kirchberg in Tirol       | 958  | 12:58 |
| 17:16 | Oostenrijk | Kitzbühel                | 968  | 12:48 |
| 17:26 | Oostenrijk | St. Johann in Tirol      | 977  | 12:40 |
| 17:34 | Oostenrijk | Fieberbrunn              | 986  | 12:37 |
| 17:58 | Oostenrijk | Saalfelden               | 1013 | 12:10 |
| 18:06 | Oostenrijk | Maishofen-Saalbach       | 1021 | 12:01 |
| 18:12 | Oostenrijk | Zell am See              | 1026 | 11:56 |
|       |            |                          |      |       |
| 16:45 | Oostenrijk | Salzburg                 | 973  | 13:20 |
| 17:44 | Oostenrijk | Bischoffshofen           | 1027 | 12:27 |
| 17:59 | Oostenrijk | Schwarzach St. Veit      | 1041 | 12:08 |
| 18:23 | Oostenrijk | Hofgastein               | 1061 | 11:46 |
| 18:37 | Oostenrijk | Badgastein               | 1072 | 11:29 |
| 18:56 | Oostenrijk | Mallnitz                 | 1088 | 11:13 |
| 19:34 | Oostenrijk | Spittal Millstättersee   | 1124 | 10:36 |
| 20:03 | Oostenrijk | Villach                  | 1161 | 10:10 |
| 20:15 | Oostenrijk | Velden am Wörthersee     | 1177 | 09:57 |
| 20:22 | Oostenrijk | Pörtschach am Wörthersee | 1185 | 09:50 |
| 20:28 | Oostenrijk | Krumpendorf              | 1191 | 09:44 |
| 20:35 | Oostenrijk | Klagenfurt               | 1199 | 09:38 |

## InterCity

TEE Blauer Enzian (rood) en de gewijzigde routes, 27 mei 1979 t/m 1 juni 1991 (blauw) en vanaf 2 juni 1991 (groen)

Op 27 mei 1979 is de Blauer Enzian voortgezet als Intercity met twee klassen en een restauratie rijtuig. Hierbij werd in Duitsland niet meer de oorspronkelijke route gevolgd. Het noordelijk eindpunt werd Dortmund en de IC Blauer Enzian reed tussen Dortmund en München via de oude route van TEE Rheinpfeil.

## EuroCity
De Blauer Enzian werd op 31 mei 1987 met de nummers EC 20 (Klagenfurt - Dortmund) en EC 21 (Dortmund - Klagenfurt) in het EuroCity-net opgenomen. Hierbij werd dezelfde route aangehouden als de Intercity.
| EC 21 | land       | station                  | km   | EC 20 |
| ----- | ---------- | ------------------------ | ---- | ----- |
| 05:47 | Duitsland  | Dortmund                 | 0    | 22:13 |
|       | Duitsland  | Bochum                   | 19   |       |
|       | Duitsland  | Essen                    | 34   |       |
|       | Duitsland  | Duisburg                 | 54   |       |
|       | Duitsland  | Düsseldorf               | 77   |       |
|       | Duitsland  | Keulen                   | 117  |       |
|       | Duitsland  | Bonn                     | 151  |       |
|       | Duitsland  | Koblenz                  | 210  |       |
|       | Duitsland  | Mainz                    | 302  |       |
|       | Duitsland  | Frankfurt am Main        | 340  |       |
|       | Duitsland  | Würzburg                 | 476  |       |
|       | Duitsland  | Nürnberg                 | 578  |       |
|       | Duitsland  | München                  | 777  |       |
|       | Duitsland  | Rosenheim                | 842  |       |
|       | Oostenrijk | Salzburg                 | 930  |       |
|       | Oostenrijk | Bischofshofen            | 984  |       |
|       | Oostenrijk | Schwarzach St. Veit      | 998  |       |
|       | Oostenrijk | Hofgastein               | 1018 |       |
|       | Oostenrijk | Badgastein               | 1029 |       |
|       | Oostenrijk | Mallnitz                 | 1045 |       |
|       | Oostenrijk | Spittal Millstättersee   | 1081 |       |
|       | Oostenrijk | Villach                  | 1118 |       |
|       | Oostenrijk | Velden am Wörthersee     | 1134 |       |
|       | Oostenrijk | Pörtschach am Wörthersee | 1142 |       |
|       | Oostenrijk | Krumpendorf              | 1148 |       |
| 19:06 | Oostenrijk | Klagenfurt               | 1156 | 08:35 |

Op 28 mei 1989 volgde een omnummering waarbij EC 20 verderging als EC 12 en EC 21 als EC 13. Op 2 juni 1991 volgde weer een omnummering, de trein in noordelijke richting kreeg nummer EC 114, in zuidelijke richting EC 115. Vanaf 27 mei 1995 tot 28 mei 2000 reed de EC 114 's avonds door tot Münster. Op 14 december 2002 reed de Blauer Enzian voor het laatst.